# Остин, Эбигейл
Эбигейл Остин (англ. Abigail Austen; имя при рождении Ян Гамильтон англ. Jan Hamilton; род. 8 декабря 1965 года; Белфаст, Северная Ирландия) — первый офицер британской армии, прошедший через корректирующую пол операцию.

## Детство
Остин родилась в Белфасте, Северная Ирландия. При рождении была названа Яном Гамильтоном. Она выросла в Стоунхейвене, в 24 км к югу от Абердина, на северо-востоке Шотландии. Получила образование в колледже Роберта Гордона в Абердине. У неё было трудное детство, в том числе в школе-интернате, где она подвергалась насилию. Она была внешне популярным и харизматичным подростком, но после многолетнего сексуального насилия, усугубленного ее гендерной дисфорией, она решила поступить на службу в британскую армию, чтобы замаскировать свою настоящую личность.
Проходя службу в Северной Ирландии, в 1982 году Остин поступила  на службу к Королевским ирландским рейнджерам. В 1986 году она переучилась на видеожурналиста, работая на шотландском телевидении. Из-за ее военного прошлого она была отправлена в зоны военных действий, охватывающие войну в Персидском заливе, гражданские войны в Анголе и Афганистане и конфликт в Боснии, а также службу в ООН. Затем она работала режиссером и продюсером сериалов на телевидении Шотландии и Англии. В 1997 году Гамильтон была назначена главным редактором телевизионного подразделения Mirror Group. После смены руководства в Mirror Group она заняла руководящую должность в Granada TV. Она была трижды номинирована Британской академией кино и телевизионных искусств на премию BAFTA.

## Возвращение в британскую армию
В 1995 году Остин вернулась в армию. Из-за своего возраста на тот момент, сначала она присоединилась к армии резерва, а только затем перешла в регулярную армию. В 2002 году, пройдя строгий отбор в 35 лет, она присоединилась к парашютному полку, и прошла курс подготовки All Arms Commando Course, став инструктором по физической подготовке. Она служила в Чеширском полку и в пехотном полку Горцы, 44 батальон Королевского полка Шотландии (англ. Highlanders (Seaforth, Gordons and Camerons)) на различных командных должностях, как в Великобритании, так и за рубежом, по специальности «Информационные и психологические операции». В 2003 году она командовала ротой парашютного полка в операциях в Ираке. Она развернула операции в Боснии, Северной Ирландии, войне в Афганистане и войне в Ираке. В 2006 году Остин вернулась в Соединенное Королевство и прошла период восстановления после двух лет непрерывных операций, а затем вернулась в Афганистан с силами НАТО, консультируя по вопросам специальных операций по борьбе с наркотиками, откуда была отправлена обратно в Великобританию с серьёзной инфекцией после инцидента с самодельным взрывным устройством.

## Принудительная отставка, 2007
В 2007 году Остин решила пройти корректирующую пол операцию, чтобы соответствовать своему гендеру.
Трансгендерные люди в Великобритании защищены рядом законодательных актов, включая поправки к Закону о дискриминации по признаку пола (1999 г.) и Закон о признании пола (2004 г.), которые запрещают обращаться с людям по-разному только по признаку пола, которые были введены в том числе с целью защиты прав трансгендерных людей на рабочем месте. Несмотря на то, что в Королевском военно-морском флоте и военно-воздушных силах были прецеденты успешного трансгендерного перехода во время службы (первой офицер и первый десантник), опыт Остин вызвал значительные затруднения для армии, особенно в свете постоянного внимания средств массовой информации. На тот момент у британской армии не было законодательных нормативов для поддержки Остин, проходящей службу в ВДВ, что привело к длительному и публичному судебному разбирательству.
В конечном итоге проблема была решена мирным путём, и Остин подала в отставку. Дело Остин привело к тому, что армейская политика в отношении трансгендерных солдат впервые была официально оформлена, что теперь позволяет солдатам делать переход во время службы. Полковник полка парашютных войск написал Остин письмо, чтобы поблагодарить её за «годы верной службы в качестве офицера воздушно-десантных войск».

## Настоящее время
В марте 2008 года Остин была героем документального фильма под названием «Sex Change Soldier» на канале Channel 4. Фильм транслировался несколько раз по британскому телевидению, права на его прокат были проданы ряду других стран. Фильм продолжает показываться по всему миру и послужил основой для биографического фильма по мотивам жизни Остин, продюсером которого является японская телекомпания NHK.
Она работает как консультант по гендерным вопросам, в том числе в полиции Ланкашира. Она продолжает поддерживать Парашютный полк, собирая средства для Воздушно-десантных благотворительных организаций.
Покинув военную службу, Остин служила полицейским в полиции Стратклайда в Глазго, установив первые шотландские правовые прецеденты по поводу трансфобных преступлений, и в качестве главы Великобритании по развитию осведомленности о разнообразии для национальной полицейской службы. Она является инструктором Армейских Кадетских Сил, наставляющей проблемных молодых людей из ее полицейского отделения.
В 2012 году она вернулась в Афганистан в качестве политического советника Вооруженных сил США на юге Афганистана. Она три года работала в командировках с 82-й воздушно-десантной, 3-й и 4-й пехотными дивизиями США и была удостоена ряда престижных наград за свою работу.
Затем она отправилась в Украину в качестве заместителя посла и старшего дипломатического представителя миссии Европейского Союза.
Затем Эбигейл была назначена старшим советником Постоянного объединенного развертываемого штаба Соединенного Королевства, в результате чего была разработана политика для Объединенной экспедиционной группы коалиции из 9 стран, защищающей восточный фланг НАТО.
В 2017 году Эбигейл вернулась в Афганистан в качестве директора учебной миссии НАТО по стратегическому партнерству. В конце 2018 года она была назначена советником по стратегической обороне в Республике Северная Македония, которой поручено обеспечить вступление в НАТО.
Она продолжает читать лекции в американских гражданских и военных колледжах, специализирующихся на разрешении и стабилизации конфликтов.
После своего опыта в Кандагаре она написала книгу «Валет лорда Робертса» (англ. Lord Roberts' Valet) и начала карьеру в качестве продюсера и ведущего своих собственных телевизионных документальных фильмов. В 2017 году документальный фильм «Эбигейл», основанный на ее опыте работы в Афганистане, был удостоен награды Creative Diversity Network. На основе книги «Валет лорда Робертса» в настоящее время снимается фильм. В 2017 году Остин была номинирована ассоциацией Association for International Broadcasting в номинации «2017 International Presenter of the Year». Ее последняя книга «Сахар и специи» планируется к выпуску в 2018 году.

## Противоречие
Остин попала в несколько британских газет и сделала ряд выступлений на телевидении и радио.
В 2009 году случай Остин широко освещался в прессе, в частности в News of the World. Где говорилось, что она пыталась добиться возмещение морального ущерба в размере 250 000£ от  Министерства обороны. Из-за сопутствующей гласности по этому делу, она получила несколько угроз насилия со стороны военнослужащих. Но отрицает попытку добиться возмещения морального ущерба. В настоящее время она подала три жалобы в Комиссию по жалобам на прессу на различные газеты.
The Mail Online подтвердила, что они «в статье от 31 мая, возможно, предположили, что Ян Гамильтон добивалась 250 000£ за оскорбления». и что они «рады разъяснить, что г-жа Гамильтон не добивалась и не получала 250 000£». Остин настояла, чтобы они внесли значительный взнос в благотворительные организации.
В 2017 году она несколько раз выступала в средствах массовой информации, критикуя указы президента Трампа о запрете трансгендерным людям служить в вооруженных силах США.